# Medidor de campo
Un medidor de campo o medidor de nivel de señal es un instrumento utilizado en electrónica para medir la intensidad y otros parámetros de una señal de radiofrecuencia. El instrumento puede transformar las  ondas electromagnéticas en una imagen del espectro electromagnético y lo presenta en forma de gráfico. Se utiliza tanto para señales analógicas como digitales: DVB-S (QPSK), DVB-C (QAM) y DVB-T  (COFDM)
Aparte de enseñarnos una imagen del espectro electromagnético,  el medidor de campo también nos puede mostrar el  canal que está recibiendo, en qué frecuencia lo recibe, y la intensidad de la señal medida en dBµV (Decibelios microVoltio). 

## Usos
Los antenistas los utilizan frecuentemente para orientar las  antenas de recepción de radio y televisión y obtener así la mejor señal, tanto para la televisión terrestre como para la que se emite vía satélite y luego para medir la señal llega a las tomas de usuario, para verificar que lo hace adecuadamente.
Los medidores de campo  son receptores que cubren unas frecuencias (normalmente desde 195 a 2500 MHz) para las señales de radio, televisión terrestre y satélite respectivamente.
Con esto también hablamos de canales (conjunto de 8 MHz) que deseamos medir en cada momento, que puede ser un botón rotativo para elegir el canal que deseamos.
A día de hoy se está emitiendo la televisión terrestre en UHF (Ultra High Frecuency) pero hay que recordar que no hace tanto tiempo se emitía hasta en frecuencias diferentes, UHF, VHF (Very High Frecuency) y podemos meter aquí también la señal de Satélite.
También es utilizado para localizar emisiones de señales electromagnéticas, (ondas de radio, generalmente), que en algún momento pudieran interferir con otros canales.